# Baccaglio
Il Baccaglio (in siciliano baccagghiu, lett. "morso per cavalli", dal verbo baccagghiari, "parlare per enigmi") era un gergo usato negli ambienti della malavita siciliana e dai cantastorie nelle rappresentazioni dell'Opera dei Pupi per trasmettere contenuti eversivi (o comunque invisi alla élite al potere). Questa "lingua inesistente" era fatta di espressioni ammiccanti, allusive e furbesche, spesso accompagnate dalla gestualità, che mettevano coloro che la utilizzavano al riparo da eventuali punizioni da parte delle autorità.
Secondo lo storico ed accademico siciliano Santi Correnti, nella seconda metà del XX secolo il baccagghiu tradizionale fu sostituito progressivamente dal cosiddetto mafiese, ossia il linguaggio della nuova mafia, che aveva ormai perso ogni caratteristica rurale e si era affermata come organizzazione affaristica a carattere internazionale con interessi nella speculazione edilizia, nel contrabbando e nel traffico di droga.

## Alcune espressioni del baccaglio tradizionale
- Abbuccàrici u brodu, lett. "rovesciargli il brodo addosso": uccidere;
- Abbuccari u tiganu chî patati, lett. "rovesciare il tegame con le patate": denunciare;
- Affigghiàrisi i causi, lett. "abbottonarsi i pantaloni": tacere;
- Astutari, "spegnere": ammazzare;
- Cacòcciula, "carciofo": unione di mafiosi, tenuti insieme come le foglie di un carciofo;
- Cosca, "foglia del carciofo": clan mafioso;
- Cucuzzaru, "mangiatore o venditore di zucche": spia, poiché si ritiene che chi mangia zucche evacua più facilmente;
- Don Cicciu ca passija, "Don Francesco che passeggia": fame;
- Jiri a taliari i ficu d'Inia, "andare a guardare i fichidindia": morire, poiché i fichidindia circondavano i cimiteri;
- Mammasantissima, "Madonna": capo mafioso di spessore;
- Pezzu di 90: capo mafia, poiché 90 è il numero massimo della cabala e del lotto;
- Picciotto, "giovanotto": gregario della mafia;
- Pizzu, "becco": tangente richiesta da un clan;
- Villiggiatura, "vacanza": carcerazione;
- Vinnigna, "vendemmia": condanna ad un anno di carcere;
- Vintisetti e cinquanta: affiliato ad un clan mafioso, poiché per entrare nell'organizzazione si pagava una tassa di 27 lire e mezzo[3].

## Alcuni termini del modernomafiese
- Acchianari, "salire": essere eletto in politica;
- Amicu di l'amici, "amico degli amici": protettore politico;
- Ammuttari, "spingere": sostenere elettoralmente qualcuno;
- Firrijari i pupi, lett. "far muovere i pupi": cambiare le carte in tavola in un affare;
- Nivi, "neve": cocaina;
- Bicarbonato: eroina;
- Boss: capo mafia;
- Canarinu: confidente di polizia;
- Capodecina: capo di un gruppo formato da dieci mafiosi;
- Cùpula: organo supremo della mafia;
- Commissione: comitato di capi mafia che governano una determinata provincia siciliana;
- Ntisu, lett. "ascoltato": persona autorevole nell'organizzazione;
- Cavaḍḍi, "cavalli": spacciatori e corrieri di droga;
- Lupara bianca: omicidio con scomparsa del cadavere;
- Quaquaraquà, ossia il verso dell'anatra: persona insignificante, che parla a vanvera;
- Traggidiaturi, lett. "attore in drammi teatrali": calunniatore, seminatore di zizzania[2].